# Sjaal

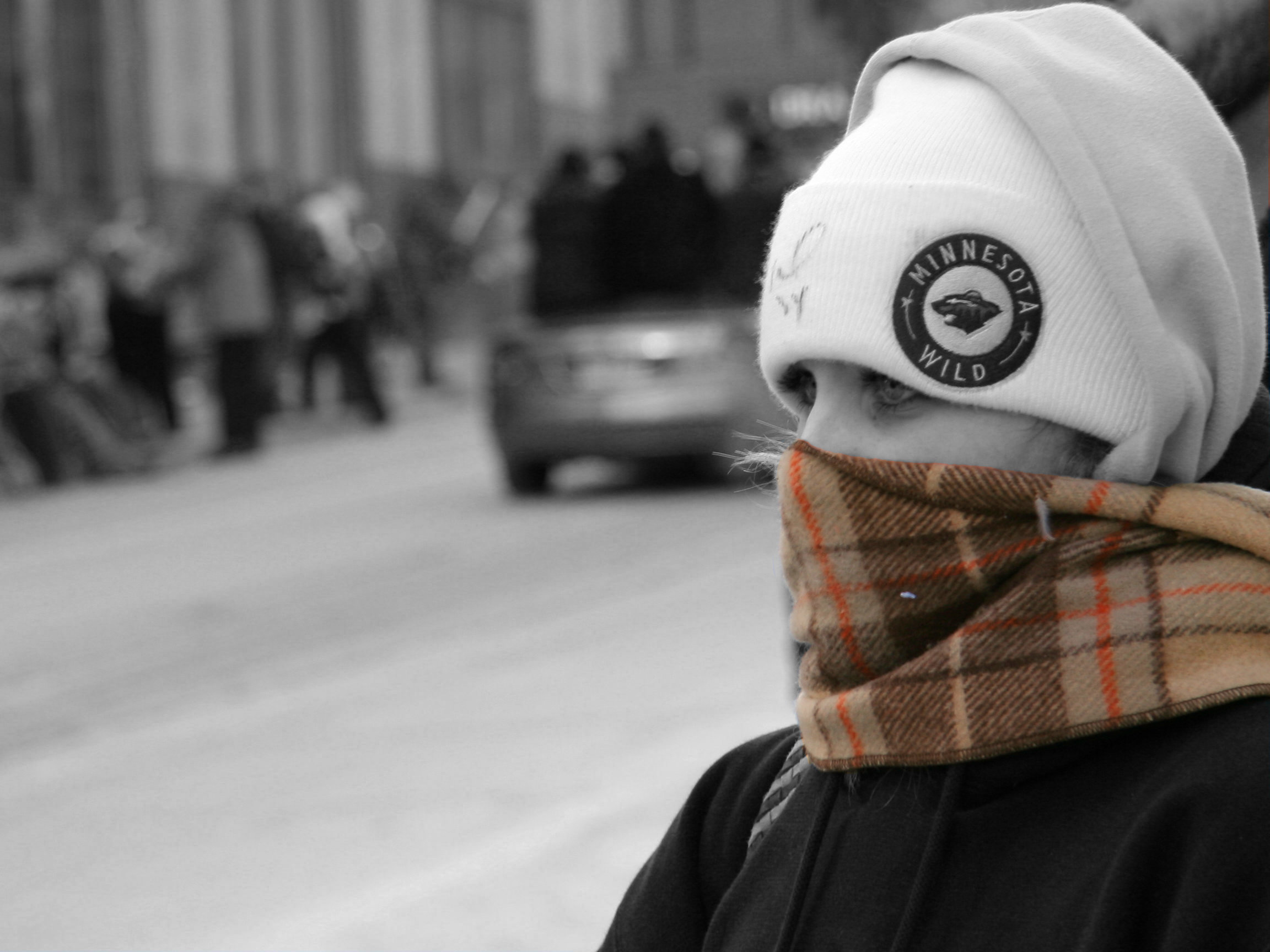
Vrouw met gekleurde sjaal om de hals

Een sjaal of das is een langwerpig stuk doek dat gedragen wordt om de hals. Het woord is afgeleid uit het Perzisch (shāl) en oorspronkelijk uit het Sanskriet (śāṭī, doek).
Sjaals worden bijvoorbeeld gebruikt om warm te blijven, en dan vaak gemaakt van wol of katoen.
Een sjaal die wordt gedragen als modieus accessoire, bijvoorbeeld als onderdeel van een kostuum, wordt ook een foulard genoemd, vaak een geprinte doek van zijde of polyester.
In sommige culturen is een sjaal onderdeel van de nationale klederdracht. Ook binnen bepaalde subculturen zijn sjaals populair, zoals bij voetbalsupporters, die sjaals dragen in de clubkleuren en met de teamnaam of een slogan erop.
Een lange brede damessjaal wordt een stola genoemd. Wanneer van bont gemaakt heet het een bontstola.
Wat bijvoorbeeld in het Engels als shawl en in het Frans als châle wordt benoemd, heet in het Nederlands vaak een omslagdoek. Deze wordt over de schouder gedragen en heeft meestal de vorm van een driehoek. Een omslagdoek die voor ceremoniën zoals het joods gebed wordt gebruikt is de talliet.
Een bijzondere variant is de vooral door militairen gebruikte mutsdas, een korte dubbellaags gebreide wollen sjaal, die om te vormen is tot muts.

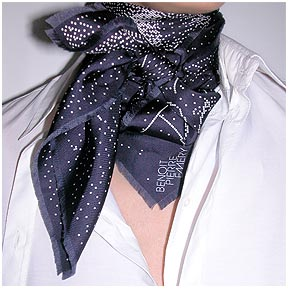
Een foulard, modieus gedragen om de hals.
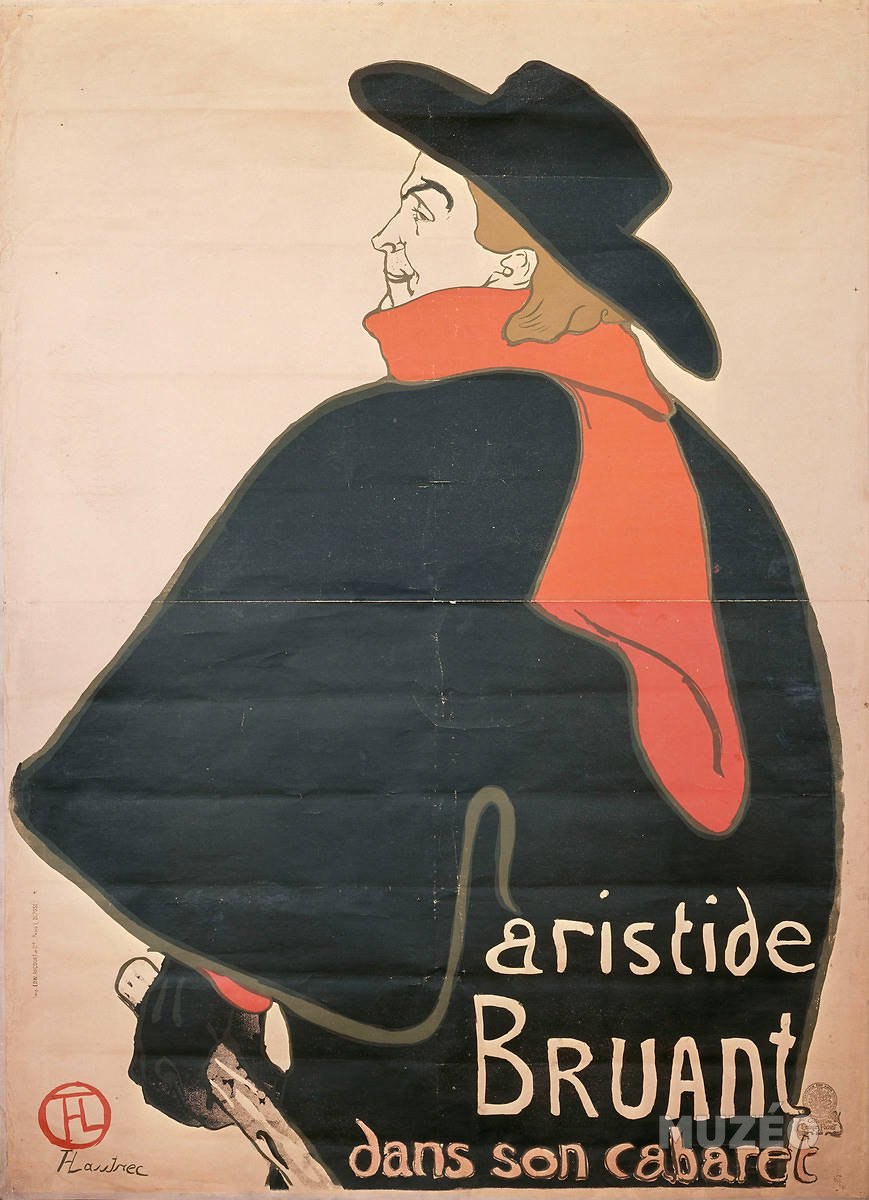
Aristide Bruant met een foulard.
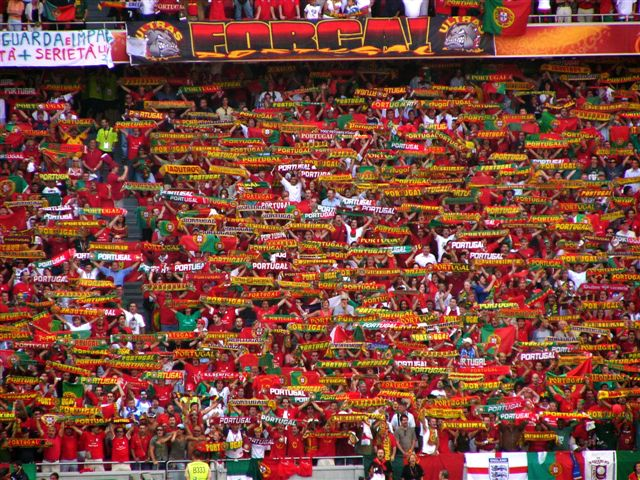
Portugese voetbalsupporters met hun sjaals.
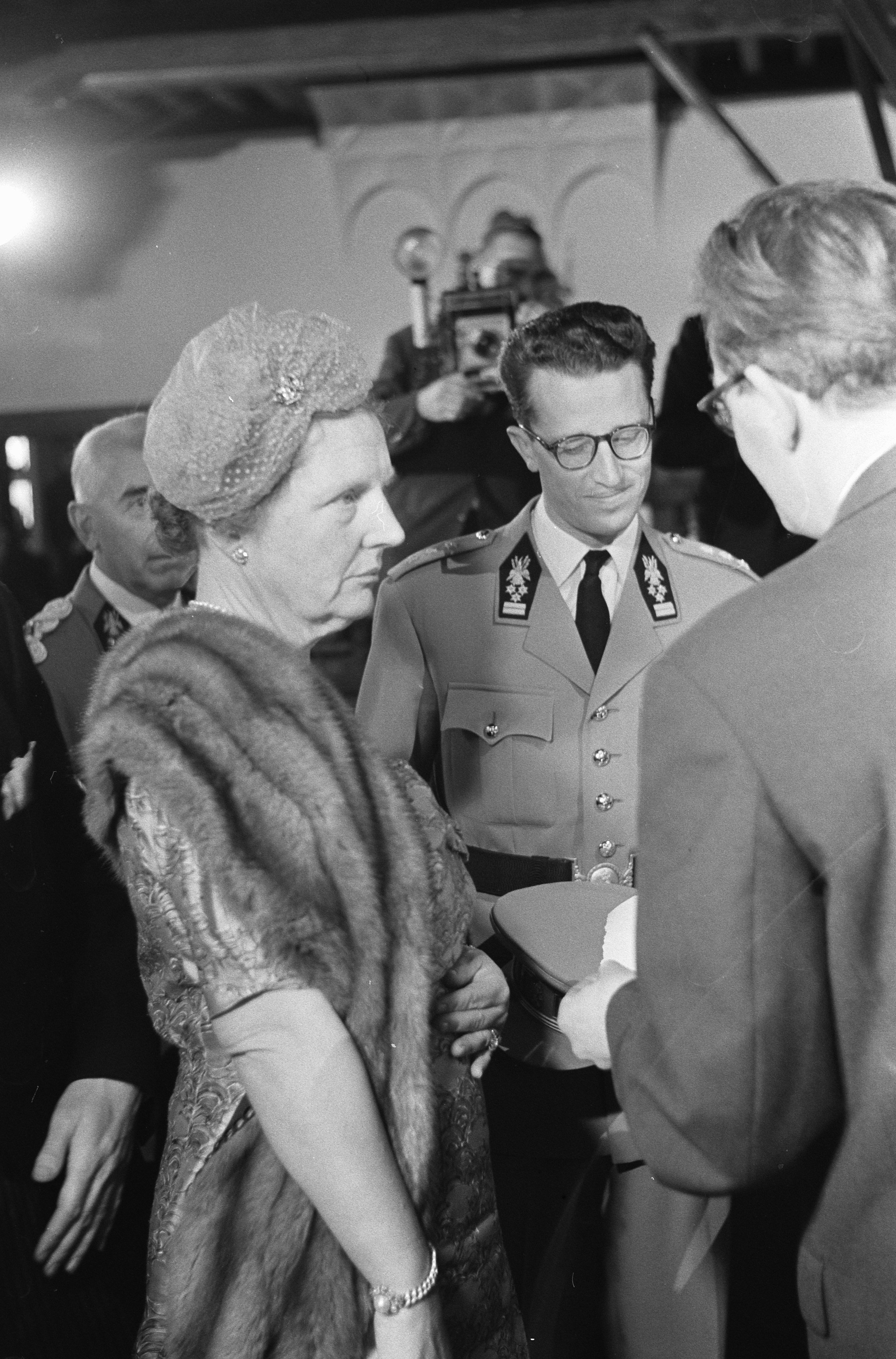
Koningin Juliana, in stola, op bezoek bij Koning Boudewijn.
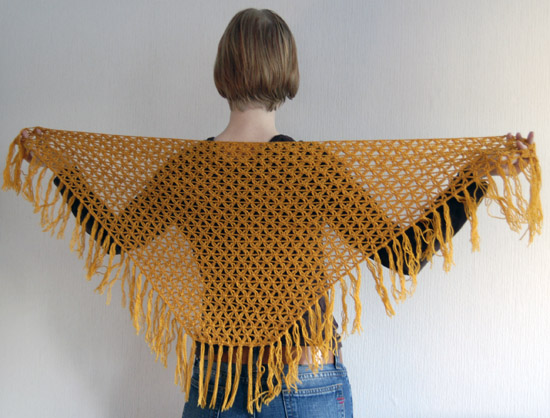
Driehoekige omslagdoek over de schouders.
Een vrouw met een Maltese għonnella